# ネーム (漫画)
ネームは、漫画を描く際のコマ割り、コマごとの構図・セリフ・キャラクターの配置等を大まかに表したもの。「コマ割」「ラフ・ネーム」「ラフ」、やや意味合いは異なるが「絵コンテ」などと呼ばれる場合もある。狭義では、ふきだしの中の台詞やモノローグを指し、元々はこちらの意味で使われていた。

## 概要
語源は英単語「name」の「指定する」と言う意味で、写植の書体やQ数を指定するために、台詞を事前に抜き出しておく必要があったところから。つまり、個々の台詞に対して書体やQ数の指定をする作業が本来の「ネーム」であり、そこから台詞そのものをネームと呼ぶようになり、ネーム作業の効率化のために事前に用意するようになったコマ割りしたものにラフな構図や台詞だけを描いたものまでもがネームと呼ばれるようになっていったのである。
映画・ドラマでいう絵コンテに近いもので、各種設定のみならず物語を映像的に語る力も問われる。つまり漫画の設計図であり、実質この段階でどういう作品に出来上がるかのほとんどが決定している。

## 手順
まず漫画家と編集者が打ち合わせをしてからネームを描き、それを修正しつつ進めてから最後に原稿を描くことが多い。鉛筆、シャーペンが使われる。またストーリーを漫画原作者が担当したり、小説を漫画化する場合は、原作者が最初からネーム形式で提出するか、小説や脚本形式の原作を漫画家がネームにする。また『終わりのセラフ』のように、原作が小説家（鏡貴也）、絵を担当するのがイラストレーター（山本ヤマト）で共にネームに慣れていない場合、脚本形式の原作からネームを作成する担当者（降矢大輔）が加わることもある。